# رقص صلح جهانی

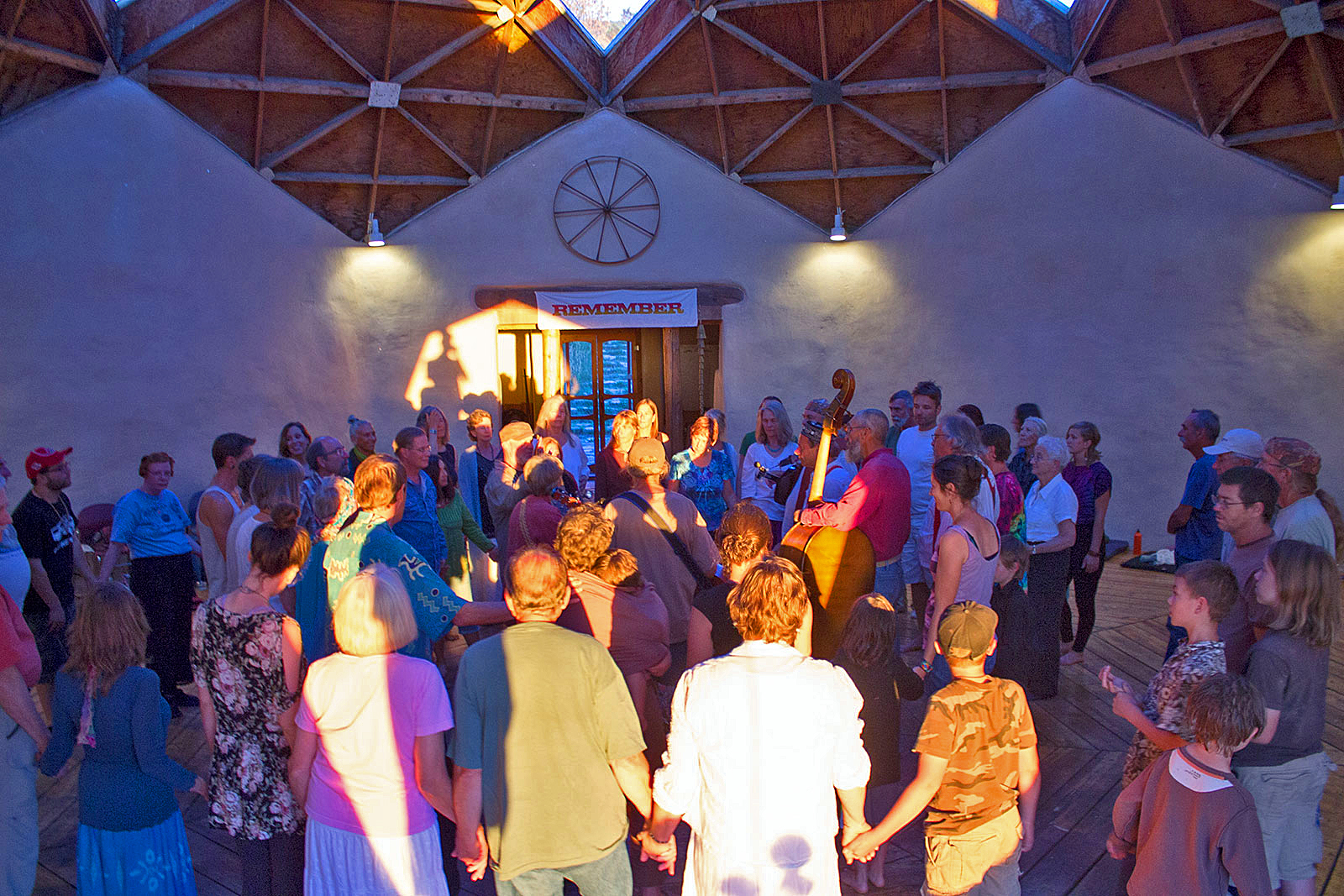
جلسه «رقص‌های صلح جهانی» با حضور معلم رقص و نوازندگان در مرکز و رقصندگان در همه سن‌ها و توانایی‌های مختلف در حلقه‌های اطرافشان.

رقص صلح یا رقص‌های صلح جهانی (به انگلیسی: Dances of Universal Peace (DUP)) یک ممارسه معنوی هستند که با آواز خواندن و رقصیدن و خواندن عبارات مقدس ادیان جهان استفاده همراه هستند. هدف آنها افزایش آگاهی و ترویج صلح بین ادیان مختلف است. DUP منشأ صوفیِ آمریکای شمالی دارد. آنها سرودهای بسیاری از ادیان جهانی را با رقص، چرخیدن و انواع حرکات ترکیب می‌کنند.

## قالب
پنج تا ۵۰۰ رقصنده در یک دایره، اغلب دور رهبر رقص و نوازندگان با سازهای آکوستیک‌شان در مرکز، ایستاده‌اند. همه رقص‌ها مشارکتی و گروهی هستند و تماشای رقص توصیه نمی‌شود زیرا هدف شادی‌ست نه اجرای دقیق و فنی حرکات رقص. رقص‌ها توسط یک رهبر رقص که اغلب درام، گیتار، فلوت یا سازهای زهی دیگر می‌نوازد تسهیل می‌شود. برای ترانه آهنگ‌ها از شعرهای الهام‌بخش، نقل‌قول‌ها و سرودهایی را به عاریت می‌گیرند و در حین رقص می‌خوانند. اشعار اغلب عبارات مقدسی هستند که در ملودی‌های سنتی، معاصر یا گهگاهی بداهه ساخته می‌شوند. برای اشعار از زبان‌های زیادی از جمله عربی، آرامی، انگلیسی، هاوایی، عبری، فارسی و سانسکریت استفاده می‌شود. رقصنده‌ها از شیوه‌های مذهبی، سرودها و زبان‌های مختلف استفاده می‌کنند تا نشان دهند که چگونه شادی و لذت در بطن هر دین وجود دارد و یکسان است. رهبران رقص بر این باورند که می‌توان صلح را از طریق تجربه همان لذت یکسان، از طریق گام‌های مختلف رقص، سرودها و زبان‌های مختلف، ترویج داد.
تأکید رقص صلح بر مشارکت در رقص بدون توجه به توانایی‌های فردیست زیرا رقص‌های صلح تقریباً هرگز در برابر مخاطبی اجرا نمی‌شوند. رقصندگان در تمام سطوح، از جمله کودکان، می‌توانند همراهی کنند و با هم برقصند. هر رقص در هر گردهمایی از نو به آن‌ها آموزش داده می‌شود. رقص و رقصیدن بدین شیوه به عنوان فرصتی برای توسعه آگاهی معنوی، هماهنگی دست و چشم و بدن رقصنده‌ها در هماهنگی با دیگران است. بسیاری از رقص‌ها با حرکات، گام‌ها و حرکاتی طراحی شده‌اند که رقصندگان را تشویق می‌کند تا معانی عمیق‌تر عرفانی رقص را کشف کنند.

## تاریخچه
رقص‌های صلح جهانی اولین بار توسط ساموئل ال. لوئیس (صوفی احمد مراد چیستی) شکل گرفت. اولین رقص در ۱۶ مارس ۱۹۶۸ در سانفرانسیسکو، کالیفرنیا برگزار شد. رقص‌های اصلی به شدت تحت تأثیر روابط معنوی ساموئل لوئیس با روت سنت دنیس، پیشگام رقص مدرن و حضرت عنایت خان استاد صوفی بودند. تأثیرات رقص‌های صوفیانه مانند سماع در رقص صلح آشکار است، اگرچه ساموئل لوئیس نیز استاد فرقه رینزای ذن بود و از آموزه‌های سنت‌های مذهبی و معنوی مختلفی استفاده می‌کرد.
رقص‌ها در ابتدا در کمپ‌ها و جلسات با حال و هوای عصر نو و متفاوتی اجرا می‌شدند، اما به تدریج در عبادتگاه‌های متنوع و مکان‌های سکولارتر مانند مدارس، کالج‌ها، زندان‌ها، آسایشگاه‌ها، خانه‌های مسکونی برای افراد دارای نیازهای ویژه و پزشکی مکمل ارائه شده‌است. به دلیل فعالیت شبکه بین‌المللی رقص‌های صلح جهانی که در سال ۱۹۸۲ توسط نیل داگلاس کلوتز و تسنیم فرناندز که در آن زمان معلمان روحانیت صوفی جهانی بودند، رقص‌ها به یک جنبش جهانی تبدیل شدند. این شبکه در ۲۸ کشور عضو دارد.